# Heliport Isertoq

i7
i11
i13
Der Heliport Isertoq (ICAO-Code: BGIS) ist ein Hubschrauberlandeplatz in Isertoq im östlichen Grönland. Da er kein Abfertigungsgebäude besitzt, wird der Heliport auch als Helistop bezeichnet.

## Lage und Ausstattung
Der Heliport liegt etwas südlich des Dorfs, liegt auf einer Höhe von 92 Fuß und hat eine mit Schotter bedeckte kreisrunde Landefläche mit einem Durchmesser von 30 m.

## Fluggesellschaften und Ziele
Der Heliport wird von Air Greenland bedient, welche regelmäßige Flüge zum Heliport Tasiilaq anbietet. Von dort aus kann der Flughafen Kulusuk erreicht werden.